# René Cresté

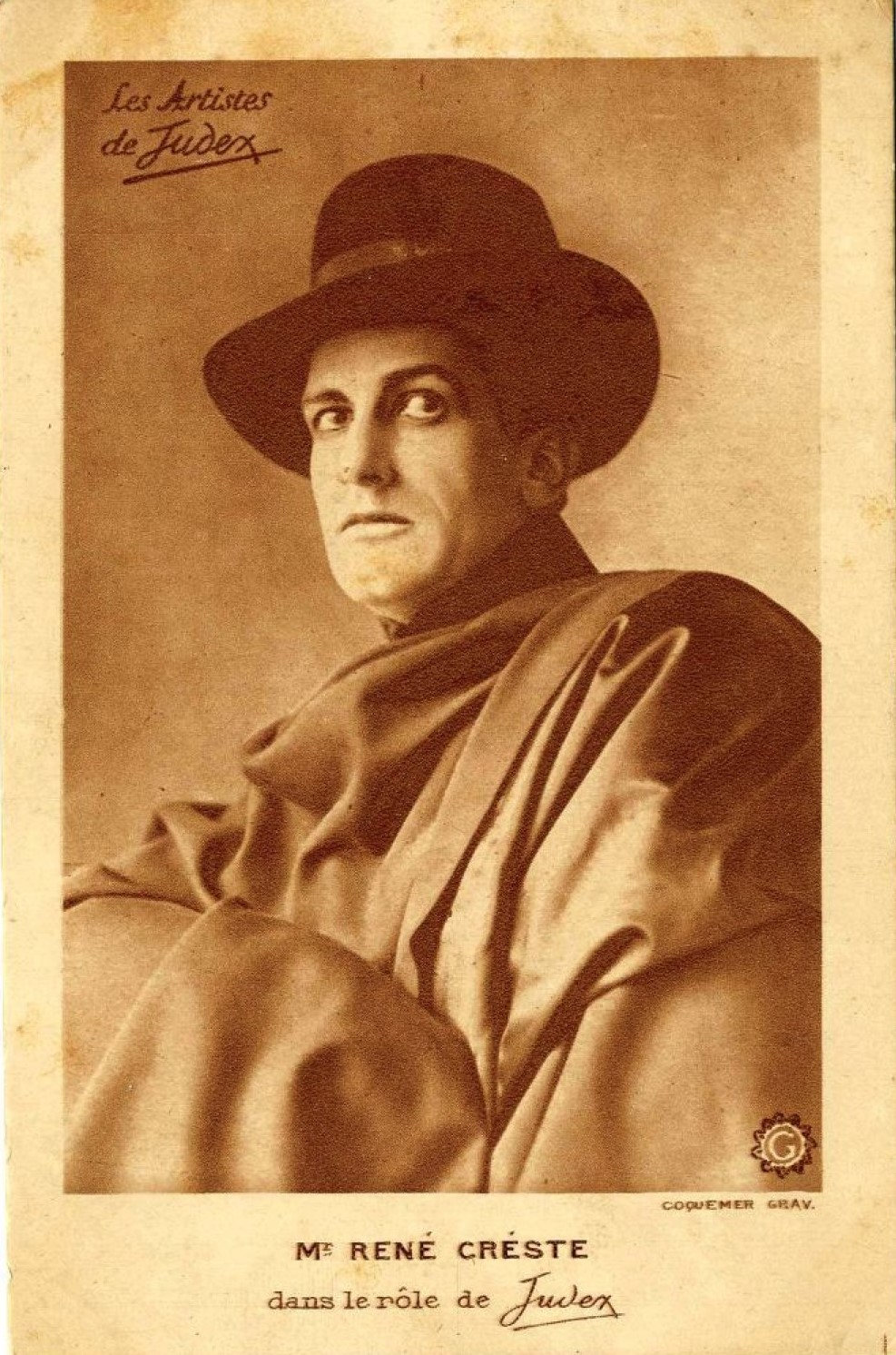
René Cresté

René Cresté (* 5. Dezember 1881 in Paris; † 30. November 1922 ebenda) war ein französischer Stummfilmschauspieler und Regisseur.

## Leben
1901 hatte er sein Theaterdebüt, seit 1908 war er zusätzlich als Filmschauspieler bei Gaumont beschäftigt. Er drehte ab 1913 mit dem Regisseur Léonce Perret und wurde 1916 von Louis Feuillade mit der Titelrolle des vermummten Rächers in der Stummfilmserie Judex und La nouvelle mission de Judex besetzt. Diese Serien machten ihn bekannt und er bekam weitere Hauptrollen bei Feuillade, darunter als Pierre Bertin in Vendémiaire und als Forscher Jacques D'Athys in Tih Minh (beide 1918).
Danach überwarf sich Cresté mit Feuillade und gründete seine eigene Produktionsfirma. Er führte 1921/22 bei drei erfolglosen Filmen selbst Regie. Cresté starb 1922 an Tuberkulose.